# Tasburgh
Tasburgh è un villaggio e parrocchia civile dell'Inghilterra, appartenente alla contea del Norfolk.